# 普羅斯佩克特 (北卡羅萊納州)
普羅斯佩克特（英語：Prospect）是位於美國北卡羅萊納州羅伯遜縣的普查規定居民點。

## 人口
根據2020年美國人口普查的數據，普羅斯佩克特的面積為10.17平方千米，皆為陸地。當地共有人口873人，而人口密度為每平方千米85.84人。